# 아소비시스템
아소비시스템(アソビシステム, ASOBISYSTEM)은 일본의 연예 사무소이다.